# Mont Bénara
Le mont Bénara (ou Mavingoni) est le point culminant de l'île de Grande-Terre à Mayotte, ainsi que de l'ensemble de ce département d’outre-mer et région d’outre-mer (DOM-ROM) française, avec 660 mètres d'altitude. Il est situé à cheval sur les communes de Dembéni, Bandrélé et Chirongui, c'est-à-dire sur la partie sud de l'île.